# Piss Christ
Piss Christ är ett fotografi från 1987 av den amerikanske fotografen Andres Serrano. Bilden föreställer ett krucifix i plast, nedsänkt i ett glas fyllt med fotografens egen urin.
Fotografiet var en av vinnarna i "Awards in the Visual Arts", en konsttävling anordnad av Southeastern Center for Contemporary Art, ett museum för modern konst som ligger i Winston-Salem, North Carolina. Fotografiet, och det faktum att det belönades med ett pris som är delvis statligt finansierat, har blivit mycket omdebatterat.

## Kontroversen
Fotot blev föremål för kontrovers och en hätsk debatt när det ställdes ut 1989. Senatorerna Al D'Amato och Jesse Helms upprördes av det faktum att Serrano belönades med 15 000 dollar för verket, pengar som delvis kom från National Endowment for the Arts som är en skattefinansierad organisation.
Andra kritiker menade att den delvis statliga finansieringen av verket var ett brott mot separationen mellan kyrka och stat.
Wendy Beckett, en amerikansk konstkritiker och katolsk nunna, menade att verket inte var blasfemiskt utan snarare visade hur det moderna samhället ser på Kristus.
Verket skapade än en gång debatt 1997, när det visades som en del i en retrospektiv utställning av Serranos verk på The National Gallery of Victoria, ett konstmuseum i Melbourne, Australien. 
Melbournes katolske ärkebiskop sökte ett domstolsföreläggande som förbjöd visning av verket, men detta nekades och verket visades. Under visningen försökte en besökare ta bort verket från sin plats på museet, och två tonåringar vandaliserade fotografiet med en hammare.
Även i Sverige har verket visats, och vandaliserats. Vid en visning på Kulturen i Lund 2007 förstörde maskerade, yxbeväpnade män stora delar av "A History of Sex", en utställning med flera av Andres Serranos verk. Bland de vandaliserade verken fanns "Piss Christ".